# Andu Kelati
Andu Kelati (Frankfurt am Main, 13 augustus 2002) is een Duits voetballer met Eritrese roots die doorgaans als linksbuiten speelt. Hij maakte de overstap van het tweede elftal van TSG 1899 Hoffenheim  naar Holstein Kiel, waar hij in augustus 2024 zijn debuut in het betaald voetbal maakte in de Bundesliga. 

## Clubloopbaan

### FSV Frankfurt
Kelati begon zijn loopbaan bij FSV Frankfurt, waar hij op 22 februari 2020 als A-junior zijn debuut in het eerste elftal maakte in een wedstrijd in de Regionalliga Südwest tegen 1. FC Saarbrücken. Trainer Thomas Brendel bracht hem in de 90e minuut in als vervanger van Mirco Born. Kort daarna werd het seizoen onderbroken vanwege de uitbraak van COVID-19. Na de herstart werd Kelati definitief bij de eerste selectie gehaald, aangezien het jeugdvoetbal niet werd hervat en hij op deze manier kon blijven trainen.
In juni 2020 tekende hij zijn eerste profcontract en werd hij aan het begin van het seizoen 2020/21 opgenomen in de eerste selectie. Door een blessure miste hij de seizoensstart. Op 31 oktober 2020 maakte hij in de twaalfde speelronde zijn rentree, tijdens de thuiswedstrijd in de Regionalliga Südwest  tegen FK Pirmasens. Na enkele invalbeurten stond hij op 3 maart 2021 voor het eerst in de basis, in een thuiswedstrijd tegen het tweede elftal van SC Freiburg. In totaal kwam hij dat seizoen tot zestien basisplaatsen. Op 8 mei 2021 maakte hij zijn eerste doelpunt in het eerste, in de met 4–2 gewonnen thuiswedstrijd tegen Bahlinger SC. In de PSD Bank Arena scoorde hij in de 46e minuut de 2–2, nadat zijn ploeg met 0–2 achterstond.
In het seizoen 2020/21 maakte hij definitief de overstap naar de senioren maar moest hij vanwege een blessure de start van de competitie aan zich voorbij laten gaan. Tijdens de twaalfde competitieronde op 31 oktober maakte hij tijdens thuiswedstrijd tegen FK Pirmasens zijn eerste speelminuten in dit seizoen. Na een aantal invalbeurten stond hij op 3 maart in de thuiswedstrijd tegen het tweede van SC Freiburg voor de eerste keer in het basiselftal. Hij kwam tot in totaal 16 basisplaatsen waarbij hij op 8 mei zijn eerste doelpunt bij de senioren maakte in de met 4-2 gewonnen thuiswedstrijd tegen Bahlinger SC. In de PSD Bank Arena scoorde hij na een 0-2 achterstand in de 46e minuut de 2-2 gelijkmaker. In zijn tweede seizoen (2021/22) kreeg hij met Angelo Barletta een nieuwe hoofdtrainer. Onder diens leiding slaagde hij er niet in een vaste basisplaats te veroveren. Desondanks maakte hij na afloop van het seizoen de overstap naar TSG 1899 Hoffenheim.

### TSG 1899 Hoffenheim
In de voorbereiding op het seizoen 2022/23 slaagde Kelati er niet in zich in de eerste selectie van trainer Pellegrino Matarazzo te spelen. Hij werd daarop ingedeeld bij het tweede elftal van TSG 1899 Hoffenheim, waarvoor hij op 7 augustus 2022 zijn debuut maakte in de Regionalliga Südwest. In de thuiswedstrijd tegen KSV Hessen Kassel werd hij in de 63e minuut ingebracht door trainer Vincent Wagner, als vervanger van Fisnik Asllani. Op 1 oktober 2022 maakte hij zijn eerste doelpunt voor Hoffenheim II in de met 0–1 gewonnen uitwedstrijd tegen VfR Wormatia Worms. In de zevende minuut scoorde hij het enige doelpunt van de wedstrijd. Kelati veroverde een basisplaats en startte in totaal 26 keer in de competitie. Ook in zijn tweede seizoen (2023/24) behield hij zijn plaats in de basis. Hij kwam dat seizoen tot elf doelpunten, waaronder drie wedstrijden waarin hij twee keer scoorde: tegen SGV Freiberg, TuS Koblenz en het tweede elftal van 1. FSV Mainz 05.  Zijn goede prestaties trokken de aandacht van  Holstein Kiel, dat net was gepromoveerd naar de Bundesliga. Kelati koos ervoor zijn loopbaan te vervolgen bij de Noord-Duitse club.

### Holstein Kiel
In maart 2023 werd bekend dat Kelati in de zomer van 2024 zou overstappen naar Holstein Kiel. Hij tekende bij de Bundesliga-promovendus een contract tot medio 2028. Tijdens de eerste oefenwedstrijd van het seizoen 2024/25, tegen het Deense BK 93 Kopenhagen, maakte hij zijn officieuze debuut en wist daarbij te scoren. Kelati maakte een goede indruk in de voorbereiding, waarop trainer Marcel Rapp hem opnam in de eerste selectie. Op 17 augustus 2024 debuteerde hij officieel voor Die Störche in de eerste ronde van de DFB-Pokal, in de uitwedstrijd tegen Alemannia Aachen. In het met 2–3 gewonnen duel viel hij in de 76e minuut in voor Finn Porath. Een week later, op 24 augustus, maakte hij zijn debuut in de Bundesliga. In de rust van de uitwedstrijd tegen zijn voormalige club TSG 1899 Hoffenheim kwam hij binnen de lijnen. Zijn optreden was echter van korte duur: binnen twee minuten kreeg hij twee gele kaarten (in de 81e en 82e minuut) van scheidsrechter Tobias Stieler, waardoor hij het veld moest verlaten. Kort daarna liep hij een knieblessure op, die hem enige tijd aan de kant hield. Op 8 december 2024 maakte hij zijn rentree in het tweede elftal van Holstein Kiel, in een thuiswedstrijd tegen TSV Havelse in de  Regionalliga Nord. Na de winterstop keerde hij terug bij de hoofdmacht. Op 18 januari 2025 scoorde hij zijn eerste doelpunt in het profvoetbal, opnieuw tegen Hoffenheim. In het met 1–3 verloren thuisduel maakte hij in de 84e minuut de enige treffer voor zijn ploeg. In maart keerde zijn knieblessure terug, waardoor hij de rest van het seizoen niet meer in actie kwam. Holstein Kiel beleefde een moeizaam jaar en degradeerde na één seizoen in de Bundesliga terug naar de 2. Bundesliga. Bij de start van het seizoen 2025/26 was hij nog niet volledig hersteld, maar hij kon wel individueel trainen.

## Clubstatistieken
| Seizoen                     | Club                   | Competitie           | Competitie | Competitie | Beker | Beker | Internationaal | Internationaal | Overig | Overig | Totaal | Totaal |
| Seizoen                     | Club                   | Competitie           | Wed.       | Dlp.       | Wed.  | Dlp.  | Wed.           | Dlp.           | Wed.   | Dlp.   | Wed.   | Dlp.   |
| --------------------------- | ---------------------- | -------------------- | ---------- | ---------- | ----- | ----- | -------------- | -------------- | ------ | ------ | ------ | ------ |
| 2019/20                     | FSV Frankfurt          | Regionalliga Südwest | 1 *        | 0          | –     | –     | –              | –              | –      | –      | 1      | 0      |
| 2020/21                     | FSV Frankfurt          | Regionalliga Südwest | 23         | 1          | 2     | 0     | –              | –              | –      | –      | 25     | 1      |
| 2021/22                     | FSV Frankfurt          | Regionalliga Südwest | 20         | 1          | 2     | 0     | –              | –              | –      | –      | 22     | 1      |
| 2022/23                     | TSG 1899 Hoffenheim II | Regionalliga Südwest | 31         | 8          | –     | –     | –              | –              | –      | –      | 31     | 8      |
| 2023/24                     | TSG 1899 Hoffenheim II | Regionalliga Südwest | 34         | 11         | –     | –     | –              | –              | –      | –      | 34     | 11     |
| 2024/25                     | Holstein Kiel          | Bundesliga           | 8          | 1          | 1     | 0     | –              | –              | 3      | 0      | 12     | 1      |
| Carrière totaal             | Carrière totaal        | Carrière totaal      | 117        | 22         | 5     | 0     | –              | –              | 3 **   | 0      | 125    | 22     |
| Bijgewerkt tot 27 juni 2026 |                        |                      |            |            |       |       |                |                |        |        |        |        |

* In het seizoen 2019/20 maakte Kelati als A-junior één optreden in het eerste elftal van FSV Frankfurt;
** In het seizoen 2024/25 kwam hij drie keer in actie voor het tweede elftal van Holstein Kiel in de Regionalliga Nord.

## Persoonlijk
Kelati werd geboren in Frankfurt am Main. Zijn ouders kwamen in de jaren negentig als vluchtelingen uit Eritrea naar Duitsland. Tijdens de Eritrese onafhankelijkheidsoorlog vochten zijn moeder en twee ooms mee voor de vrijheid van hun land, waarbij zijn twee ooms het leven verloren. Andu is vernoemd naar een van hen.